# Schwarzbach (Saalach)
Der Schwarzbach ist ein etwa 6 Kilometer langer, rechter Zufluss der Saalach im Landkreis Berchtesgadener Land in Bayern.

## Schwarzbachloch

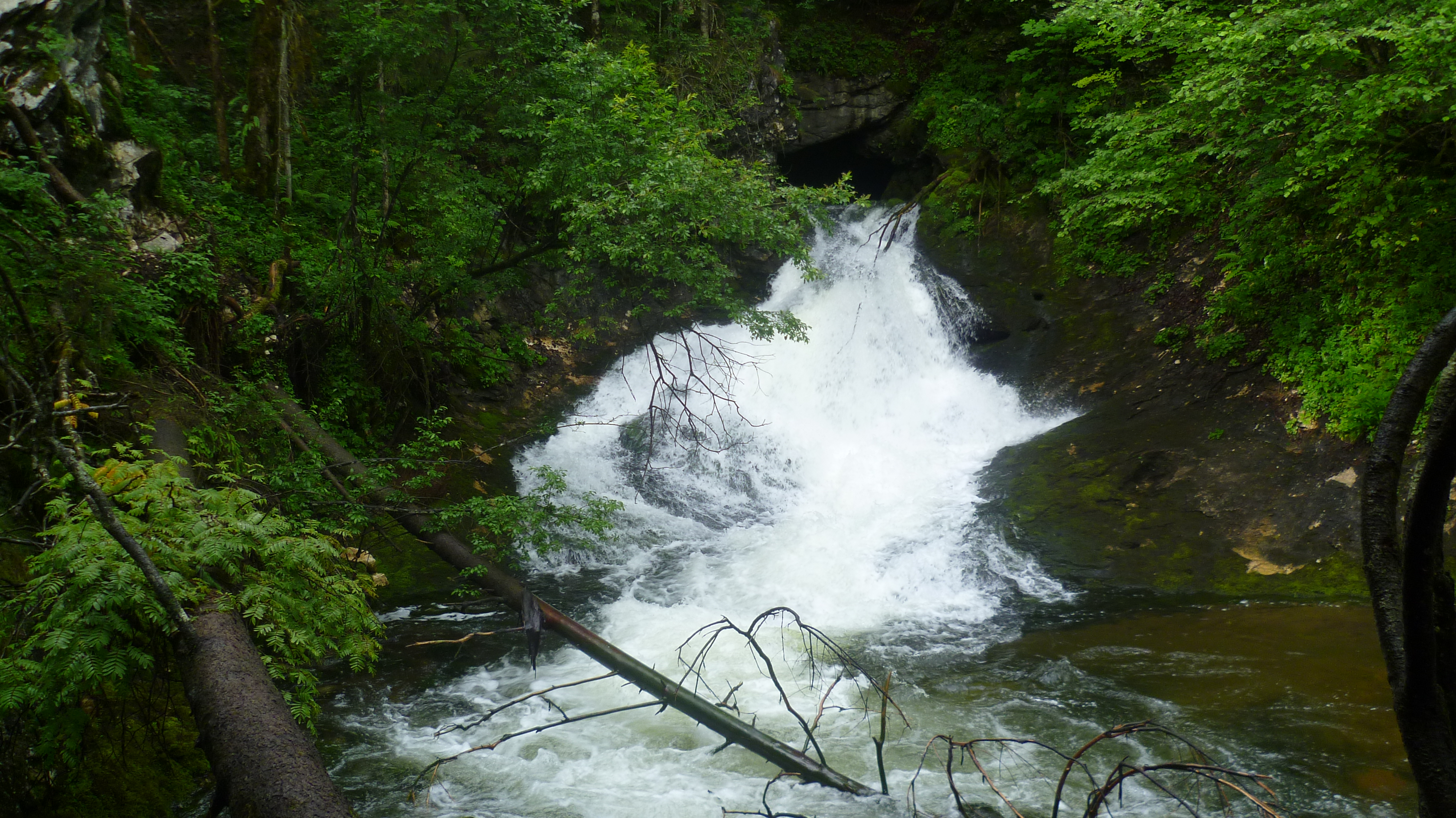
Das stark schüttende Schwarzbachloch (Juli 2011)

Der Schwarzbach entspringt einer aktiven Wasserhöhle, dem Schwarzbachloch (Katasternummer 1337/1). Sie befindet sich in der östlichen Flanke der Reiter Alm nahe der Schwarzbachwacht bei Ramsau bei Berchtesgaden. Durch Grundwasserstau zwischen Ramsaudolomit und Dachsteinkalk konnte die 3120 Meter lange Wasserhöhle entstehen. Die Karstquelle entspringt je nach Schüttung direkt aus der Höhle oder etwas unterhalb (min. 30 l/s max.17.000 l/s). Die Wassertemperatur beträgt 5,4 °Celsius. Bei niedrigem Wasserstand könnte man teilweise bis zu 40 Meter in das Gangsystem eindringen. Dies ist jedoch durch eine Naturschutzgebietsverordnung der Regierung von Oberbayern verboten. Das Schwarzbachloch war bereits auf der 1554 erschienenen bayerischen Karte von Philipp Apian eingezeichnet. 1968 durchtauchte Jochen Hasenmayer die Höhle.

## Verlauf
Der klammartige Gebirgsbach verläuft mit vielen Wasserfällen nach Norden und mündet bei Unterjettenberg (Gem. Schneizlreuth) rechtsseits in die Saalach. Aus Naturschutzgründen besteht seit 1996 ein ganzjähriges Befahrungsverbot.

## Zuflüsse
- Reitkendlgraben (links)
- Großer Kälblgraben (links)
- Eisbach (links)

## Schwarzbachalm
Am Oberlauf des Schwarzbaches, nordwestlich unterhalb der Schwarzbachwacht, befindet sich die Schwarzbachalm, die sich als Schwarzbachalmen in Obere und Untere Schwarzbachalm aufteilt.